# دیر دانفرملین
دیر دانفرملین (انگلیسی: Dunfermline Abbey) یک دیر در دانفرملین، اسکاتلند است.
این دیر در سال ۱۱۲۸ و در قرون وسطی براساس معماری رمانسک ساخته شده است.

## افراد مدفون
- دانکن دوم اسکاتلند
- ادگار اسکاتلند
- الکساندر سوم
- رابرت یکم